# Уэйн, Джон (писатель)
Джон Уэйн (англ. John Barrington Wain; род. 14 марта 1925, Сток-он-Трент, Стаффордшир, Англия — 24 мая 1994, Оксфорд, Оксфордшир, Англия) — британский писатель, поэт, литературный критик и драматург. Наиболее известный роман «Спеши вниз» (1953, п. 1960) характерен для мироощущения «рассерженных молодых людей». Реалистические романы «Соперники» (1958), «Зима в горах» (1970, п. 1972). В духе массовой культуры роман «Рассказ продавца индульгенций» (1978). Повести для подростков «Лиззи — хозяйка плавучей лавки» (1981) и «Юные плечи» (1982). Автор книги об Уильяме Шекспире «Живой мир Шекспира»  (1964), поэмы «Фенг» (1975).

## Биография
Джон Уэйн — родился  14 марта 1925 года в Сток-он-Трент, Стаффордшир, в семье дантиста Арнольда Уэйна и его жены Энни, урожденной Тернер. У него были старшая сестра и младший брат Ноэль. 4 июля 1947 года Уэйн женился на Марианне Уффенхеймер (род. 1923 или 1924), но в 1956 году их брак распался. 1 января 1960 года его второй женой стала Эйриан Мэри Джеймс (1920–1988), работавшая заместителем директора департамента звукозаписи Британского Совета. В этом браке у него родились трое сыновей, семья в тот период жила в основном в Вулверкоте, Оксфорд. В 1989 году Уэйн женился третий раз на преподавательнице истории искусств Патриции Адамс (род. 1942 или 1943).
Уэйн получил образование в колледже Св. Иоанна в Оксфорде, членом которого он впоследствии стал. С 1949 года по 1955 год работал преподавателем английской литературы в Редингском университете, а с 1973 года по 1978 год был профессором в области поэзии в Оксфордском университете.
В начале своего творческого пути Уэйн опубликовал сразу несколько романов: «Соперники» (1958), «Путешествующая женщина» (1959), «Порази отца» (1962), «Меньшее небо» (1967); сборники рассказов: «Нянька и другие рассказы» (1960), «Смерть задних ног и другие рассказы» (1966), среди его стихотворных произведений «Смешанные чувства» (1951), «Слово, вырезанное на подоконнике» (1956), «Плачь перед Богом» (1961), «Уайлдтрек» (1965), «Письма к пяти художникам» (1969) и «Фэн» (1975). «Стихи 1949–1979» были опубликованы в 1980 году. Его поэзия, остроумная и хрупкая, подвергалась иногда критике за «неоправданное остроумие». В 1950-х годах Уэйн стал известен как один из литературных основоположников движения «Рассерженных молодых людей». Его первые романы «Спеши вниз» (1953) и «Живя в настоящем» (1955) — наиболее яркое (наряду с пьесой Осборна «Оглянись во гневе» (1956; пер. на рус. 1978) выражение тех настроений, которые охватили английскую молодежь в первые послевоенные годы.  «Спеши вниз» (1953; пер. на рус. 1960) был первым и, по мнению некоторых критиков, лучшим романом Уэйна. В нем рассказывается о приключениях выпускника университета, отважно пытающегося установить своего рода личную идентичность в сбивающем с толку и быстро меняющемся обществе того времени. Среди других лучших его романов называют также «Порази отца» (1962) и «Зима в горах» (1970; пер. на рус. 1972). В романах Джона Уэйна 1950-х годов превалировала комедийная  стихия (например, «Спеши вниз», «Живя в настоящем»). По мнению В. В. Ивашевой, смех звучит иногда и в романе «Зима в горах», но Уэйн юморист и комедиограф  отступил в этом произведении на задний план перед Уэйном, пишущим в серьёзном, порой эпическом, порой лирическом  ключе.
«Рассерженные молодые люди», представленные различными британскими писателями и драматургами, появившиеся в 1950-х годах, выражали свое презрение и недовольство установленным социально-политическим порядком своей страны. Их раздражение было вызвано особенно тем, что они считали лицемерием и посредственностью высших и средних классов. Эти молодые люди были новой когортой интеллектуалов, которые в основном принадлежали к рабочему классу или к низшим слоям среднего класса. Большинство представителей данного направления получило оплаченное государством образование в послевоенных университетах из красного кирпича, хотя некоторые закончили Оксфорд. Они разделяли критическое отношение к британской классовой системе, ее традиционной сети родовитых семей с богатой родословной и элитарным Оксфордскому и Кембриджскому университетам. Они демонстрировали откровенное презрение к послевоенному государственному устройству всеобщего благоденствия, и в их трудах часто выражались откровенный гнев и разочарование, поскольку послевоенные реформы не смогли удовлетворить возвышенные устремления к подлинным переменам. Тенденция, которая явно просматривалась в романе Джона Уэйна «Спеши вниз» (1953) и в романе Кингсли Эмиса «Счастливчик Джим» (1954; пер. на рус. 1-е изд. 1958; 2-е изд. «Везунчик Джим» 2011), окончательно сформировалась в 1956 году в пьесе «Оглянись во гневе» (пер. на рус. 1978), которая стала знаковым произведением всего возникшего направления. Когда пресс-секретарь Королевского придворного театра назвал 26-летнего автора пьесы Джона Осборна «рассерженным молодым человеком», это имя было символически перенесено на всех его современников, которые выражали ярость по поводу сохранения классовых различий, гордость за свою принадлежность к низшему классу, манеры и неприязнь ко всему высокоинтеллектуальному или «фальшивому». Когда английский актер Лоренс Оливье сыграл главную роль во второй пьесе Осборна «Комедиант» (1957; пер. на рус. 1978), «Рассерженные молодые люди» были признаны доминирующим литературным движением десятилетия. В их романах и пьесах обычно фигурирует главный герой-мужчина из низшего среднего или рабочего класса, который смотрит на общество с презрением и сардоническим юмором и может даже находиться в конфликте с властью, но, тем не менее, озабочен стремлением к восхождению вверх по социальной лестнице. Среди других писателей, разделявших данные духовные ценности, — романисты Джон Брейн («Путь наверх», 1957; пер. на рус. 1960) и Алан Силлитоу («В субботу вечером, в воскресенье утром», 1958; пер. на рус. 2018), а также драматурги Бернард Копс («Гамлет Степни-Грин», 1956) и Арнольд Уэскер («Куриный суп с перловкой», 1958). Как и литературное движение «Разбитого поколения» («Бит-поколения» или битников — данный термин ввел американский прозаик Джек Керуак) в Соединенных Штатах, движение «Рассерженных молодых людей» в начале 1960-х годов сошло на нет. Другие романы Уэйна включают «Жизнь в настоящем» (1955), «Претенденты» (1958), «Юные посетители» (1965), «Меньшее небо» (1967) и «Рассказ продавца индульгенций» (1978). Его рассказы собраны в сборниках «Нянька и другие рассказы» (1960), «Смерть задних ног и другие рассказы» (1966) и «Спасатель» (1971; пер. на рус. 1973).
Джон Уэйн известен также и как плодовитый литературный критик. Его перу принадлежат «Предварительные очерки» (1957), за которые в 1958 году получил премию Сомерсета Моэма, «Очерки по литературе и идеям» (1963) и «Живой мир Шекспира» (1964; ред., 1979). Он написал биографию Сэмюэля Джонсона (1974; испр. изд., 1980) и автобиографию «Бег бодрый» (1962). Им написаны статьи об Эзре Паунде, Джордже Оруэлле, Реймонде Уильямсе и др. В 1983 году он стал кавалером Ордена Британской империи.

## Сочинения
| Романы - Hurry on Down (1953), также Born in Captivity (амер. название) - Living in the Present (1955) - The Contenders (1958) - A Travelling Woman (1959) - Strike the Father Dead (1962) - The Young Visitors (1965) - The Smaller Sky (1967) - A Winter in the Hills (1970) - The Pardoner's Tale (1978) - Lizzie's Floating Shop (1981) - Young Shoulders (1982), также The Free Zone Starts Here ( Премия Коста — до 2006 года Уитбредовская премия) - Where the Rivers Meet (1988) - Comedies (1990) - Hungry Generations (1994) Поэтические произведения - A Word Carved on a Sill (1956) - Weep Before God (1961) - Wildtrack (1965) - Letters to Five Artists, поэмы (1969) - Feng, поэма (1975) - Poems 1949–79 (1980) - Poems for the Zodiac (1980) - The Twofold (1981) - Open Country (1987) Короткие рассказы - Manhood (1980) - The Valentine Generation - Down our Way - A Message from the Pig-man | Пьесы - Johnson is Leaving (1973), монодрама - Harry in the Night (1975) - Frank (1984), радиоспектакль Сборники рассказов - Nuncle and Other Stories (1960) - Death of the Hind Legs and Other Stories (1966) - The Life Guard (1971) Литературная критика - Interpretations, эссе на двенадцать английских стихотворений (1955 и 1972) - Preliminary Essays (1957) - American Allegory (1959) - Strength and Isolation в "The Living Milton", изд. Frank Kermode (1960) - Essays on Literature and Ideas (1963) - The Living World of Shakespeare, руководство для любителей пьес (1964) - Theodore Roethke (1964) (в акад. журнале Critical Quarterly) - Arnold Bennett (1967) - A House for the truth, очерки литературной критики (1972) - Johnson as critic (1973) - An Edmund Wilson celebration (1978) - Edmund Wilson, the man and his work (1978) - Professing poetry (1979) - Introduction to Milton's Paradise Lost (1991) опубликовано издательством «Folio Society» (2003) Биографии - Sprightly Running: Part of an Autobiography (1962) - Samuel Johnson: A Biography (1975) - Dear Shadows. Portraits from Memory (1986) |